# Tunis Open
Il Tunis Open è un torneo professionistico di tennis giocato sulla terra rossa, che fa parte dell'ATP Challenger Tour. Si gioca annualmente al Tennis Club de Tunis di Tunisi in Tunisia dal 2005.

## Albo d'oro

### Singolare
| Anno       | Campione                | Finalista            | Punteggio        |
| ---------- | ----------------------- | -------------------- | ---------------- |
| 2025       | Zsombor Piros           | Titouan Droguet      | 7–5, 7–6(3)      |
| 2024       | Oriol Roca Batalla      | Valentin Royer       | 7–6(5), 7–5      |
| 2023       | Sho Shimabukuro         | Geoffrey Blancaneaux | 6–4, 6–4         |
| 2022       | Roberto Carballés Baena | Gijs Brouwer         | 6–1, 6–1         |
| 2021- 2020 | Non disputato           | Non disputato        | Non disputato    |
| 2019       | Pablo Cuevas            | João Domingues       | 7–5, 6–4         |
| 2018       | Guido Andreozzi         | Daniel Gimeno Traver | 6–2, 3–0 rit.    |
| 2017- 2015 | Non disputato           | Non disputato        | Non disputato    |
| 2014       | Simone Bolelli (2)      | Julian Reister       | 6–4, 6–2         |
| 2013       | Adrian Ungur            | Diego Schwartzman    | 4–6, 6–0, 6–2    |
| 2012       | Rubén Ramírez Hidalgo   | Jérémy Chardy        | 6–1, 6–4         |
| 2011       | Non disputato           | Non disputato        | Non disputato    |
| 2010       | José Acasuso            | Daniel Brands        | 6–3, 6–4         |
| 2009       | Gastón Gaudio           | Frederico Gil        | 6–2, 1–6, 6–3    |
| 2008       | Thomaz Bellucci         | Dušan Vemić          | 6–2, 6–4         |
| 2007       | Simone Bolelli (1)      | Andrei Pavel         | 4–6, 7–6(4), 6–2 |
| 2006       | Lamine Ouahab           | Younes El Aynaoui    | walkover         |
| 2005       | Gaël Monfils            | Fabrice Santoro      | 7–5, 3–6, 7–6(9) |

### Doppio
| Anno       | Campioni                                     | Finalisti                              | Punteggio           |
| ---------- | -------------------------------------------- | -------------------------------------- | ------------------- |
| 2025       | Hynek Bartoň Michael Vrbenský                | Siddhant Banthia Alexander Donski      | 5–7, 6–4, [10–7]    |
| 2024       | Federico Agustín Gómez Marcus Willis         | Patrik Rikl Michael Vrbenský           | 4–6, 6–1, [10–6]    |
| 2023       | Théo Arribagé Luca Sanchez                   | James McCabe Aziz Ouakaa               | 4–6, 6–3, [10–5]    |
| 2022       | Nicolás Barrientos Miguel Ángel Reyes Varela | Alexander Erler Lucas Miedler          | 6(3)–7, 6–3, [11–9] |
| 2021- 2020 | Non disputato                                | Non disputato                          | Non disputato       |
| 2019       | Ruben Bemelmans Tim Pütz                     | Facundo Argüello Guillermo Durán       | 6–3, 6–1            |
| 2018       | Denys Molčanov Igor Zelenay                  | Jonathan Eysseric Joe Salisbury        | 7–6(4), 6–2         |
| 2017- 2015 | Non disputato                                | Non disputato                          | Non disputato       |
| 2014       | Pierre-Hugues Herbert Adil Shamasdin         | Stephan Fransen Jesse Huta Galung      | 6–3, 7–6(5)         |
| 2013       | Dominik Meffert Philipp Oswald               | Jamie Delgado Andreas Siljeström       | 3–6, 7–6(0), [10–7] |
| 2012       | Jerzy Janowicz Jürgen Zopp                   | Nicholas Monroe Simon Stadler          | 7–6(1), 6–3         |
| 2011       | Non disputato                                | Non disputato                          | Non disputato       |
| 2010       | Jeff Coetzee Kristof Vliegen                 | James Cerretani Adil Shamasdin         | 7–6(3), 6–3         |
| 2009       | Brian Dabul Leonardo Mayer                   | Johan Brunström Jean-Julien Rojer      | 6–4, 7–6(6)         |
| 2008       | Thomaz Bellucci Bruno Soares                 | Jean-Claude Scherrer Nicolas Tourte    | 6–3, 6–4            |
| 2007       | Łukasz Kubot Oliver Marach                   | Marc Fornell Lamine Ouahab             | 6–2, 6–2            |
| 2006       | Daniel Gimeno Traver Iván Navarro            | Bart Beks Martijn van Haasteren        | 6–2, 7–5            |
| 2005       | Tomas Behrend Robert Lindstedt               | Marco Chiudinelli Jean-Claude Scherrer | 3–6, 6–1, 6–3       |